# Casa Rafael Galceran
La casa Rafael Galceran és un edifici situat a la cantonada dels carrers dels Tallers i de les Sitges del Raval de Barcelona, catalogat com a bé cultural d'interès local.

## Història
El 1851, Rafael Galceran en va encarregar el projecte al mestre d'obres Josep Calçada.

## Descripció
Consta d'una planta baixa comercial molt alta i quatre plantes d'habitatges plurifamiliars, en una parcel·la amb un vèrtex molt agut, de manera que la cantonada també ho és.
Les dues façanes són molt similars i compten amb patrons repetitius en tota la seva extensió. La planta baixa comercial s'estructura en diferents arcs de mig punt amb un aparell de pedra regular de mida gran. Al primer pis es reprodueixen tres obertures al carrer dels Tallers i quatre al carrer de les Sitges, totes elles de mida gran i unides per una balconada correguda. L'aparell de forja de la balconada és elaborat amb temes geomètrics. Les plantes segona i tercera compten amb un balcó molt similar per cada finestral, mentre que a la quarta, les obertures són una mica menors i els balcons quasi no tenen desenvolupament exterior. L'immoble està coronat per una cornisa d'escassa extensió.
El tret més definitori d'aquest edifici és la seva ornamentació. Amplis plafons verticals de terra cuita uneixen tot l'immoble. Les temàtiques més habituals són les grans formacions vegetals, sobretot foliàcies. També hi ha sanefes, serrells, grotescos i sobretot crida l'atenció la presència de figures femenines amb ales de papallona, situades a l'altura de la segona planta. Cirici les interpreta com a ballarines contemporànies i que, segons ell, foren realitzades pel mateix taller que dotà d'anàloga decoració la casa núm. 10 del carrer de l'Hospital (vegeu casa Pau Ginestà).
Els motius de la darrera planta estan aïllats de la resta, separats per una fina cornisa. La seva tipologia però, és similar a la de la resta de l'edifici.